# 週刊文春
『週刊文春』（しゅうかん ぶんしゅん）は、株式会社文藝春秋の発行する日本の情報週刊誌である。

## 概要
1959年4月創刊。創刊号が発売されたのは明仁皇太子ご成婚の前々日であり、「あさっては皇太子のご結婚、今日は週刊文春の創刊日。」という広告を出していた。「日本の出版社系週刊誌では1956年創刊の『週刊新潮』（新潮社）と並ぶ老舗。「新聞・テレビが書かない記事」を書く週刊誌というスタンスをとる。
1977年5月12日号から、表紙の絵はイラストレーターの和田誠が担当している。2019年10月7日に和田は逝去したが、週刊文春は今後も和田のイラストを表紙にしていくことを発表。 なお、和田の表紙は2017年7月20日号で2000回を迎え、2017年7月27日号からは、過去の傑作選によるアンコール企画が続けられていた。
- 発売日：毎週木曜日。地域によって、金曜日、土曜日。
- 売上（実売部数）については、1988年から1992年にかけては60万部台、1993年においては70万部台に達したことがあり、とくに1992年下期と1993年上期の一時期においては主要の総合週刊誌（『週刊文春』ほか、『週刊新潮』や『週刊現代』など）の中でトップに立ったことがある。しかし、その後、1994年以降は60万部台に落ち込み、『週刊ポスト』（小学館）、『週刊現代』（講談社）の後塵を拝することになった。2007年上期には約52万部、2008年上期には約50万部に落ち込むものの、タブロイド化を目指したことで総合週刊誌の実売部数では2004年上期から（2008年下期現在まで）10期連続でトップに立っている[4]。
- 新谷学によると、実売率が8割を超えると「完売」としているが[5]、2016年は、本誌が社会的に注目された背景もあり1月28日号・2月4日号・2月18日号・8月25日号の4号が完売した[6]。
- 2020年上半期の実売部数は、紙の出版物が全般的に苦戦する中で前年同期比104.4パーセントとなり、期間中の実売部数のトップ3は6月18日号の41万9265部、3月26日号の40万8249部、5月28日号の35万9560部で、上位トップ3はすべて「完売」となった[7]。
- 長らく鉄道車両の中吊り広告を出していたが、2021年8月26日発売号の広告を以て廃止した。理由としてネット時代になってニュースの鮮度が短期間になったことや、広告の校了が本誌よりも早いため、校了後に重大な事件やスクープを誌面に入られても広告には入れられない、広告で予告した記事を誌面から外せばクレームが起きるなどの問題があったほか、広告費を削減することでその費用を2021年3月より開始した電子版への注力に回すことが出来るとしている[8]。
- 2023年7月27日、文藝春秋が運営するサブスクリプションサイト「週刊文春電子版」の有料会員が1万人を突破したと発表[9]。

## 主な編集方針
- 花田紀凱が編集長に在任していた期間は、日本テレビ『THE・サンデー』に本人がコメンテーターとして出演した。
- 2004年に鈴木洋嗣が編集長に就任して以来、これまで同誌を支えてきた専属契約記者が相次いで退社し、殺人事件担当の森下香枝と官庁担当の川村昌代が朝日新聞へ、『噂の眞相』出身で公安事件のエキスパートの西岡研介が『週刊現代』に移籍した。エイチ・エス証券副社長・野口英昭の自殺を巡る報道や読売新聞との批判合戦など、名誉毀損の訴訟で敗訴あるいは原告有利の条件で和解するケースが多くなっている。
- 政治問題や経済問題ならびに企業の不祥事については政治家・官僚や実業家の「金」絡みのスキャンダルが中心だが、直接取り上げている記事もある。芸能人のスキャンダル、殺人事件などの社会事件も数多く取り上げており、近年では『週刊文春』にスクープされた事により社会問題化した事件・不祥事が増加傾向にある。こうした記事は「文春砲」と呼ばれ、元々はインターネットスラングであったが2010年代からはテレビのワイドショーや報道番組、『週刊文春』の記事の見出し[10]でもこの用語が使われるようになった。
- 度々「1000人アンケート」と称してアンケート調査による集計記事を掲載している。主なものとして「女が嫌いな女」「女性芸能人好感度格付」など。アンケートの集計方法など詳細に関しては、『週刊文春』編集部および株式会社文藝春秋は回答を拒否し続けていたが、近年になって[いつ?]、無作為に選出した回答者1000人に、3人ずつ自由記入方式で回答し集計する方法をとっていることを明らかにしている。なお、アンケート記事自体の影響力は強く、さとう珠緒や西川史子などはそのランクインを出演するバラエティ番組で逆手にとることが多い。和田アキ子は2013年、2015年、2016年（2014年は調査なし）と3回連続で嫌いな女一位になった[11]。
- 作家のスキャンダルに対してはタブー視[12]していることを元記者の中村竜太郎[13]や元編集長の花田[14][15]などが認めている。
- 和田が描いた週刊文春の表紙の絵について、阿川佐和子と平野レミの雑誌対談時に以下のように説明されている[16]。週刊文春の編集部の掲載方針により、和田の死後も表紙の絵の掲載は続いている（2022年時点）。その理由は、近年（2022年）「文春砲」と言われる社会を賑わす際どい記事が増えてきた週刊文春にとって、表紙の絵のおかげでかろうじて品性を保ち、ロゴを見なくても週刊文春だと分かるから、とのこと。和田の表紙の絵が2000回到達したのを機に、“アンコール掲載”に切り替えられた。ちなみに週刊文春ではイラストの他、タイトルロゴと月日号のデザインも和田によるものが使われている[16]。

## 注目された記事・誤報・名誉毀損訴訟など

### 1980年代
- 1980年、当時長嶋茂雄（現：巨人軍終身名誉監督）が監督だった読売ジャイアンツ（巨人）がBクラスに低迷し、3年連続でリーグ優勝が絶望的となった状況を受け、7月31日号、8月7日号の2回に分けて巨人OBによる座談会を掲載した。この座談会の出席者は青田昇、川上哲治、牧野茂、藤田元司、国松彰の5名で、司会も元巨人OBの瀧安治であった。内容は、OBによる巨人の現状を批判するという趣旨であったが、2回目の8月7日号の記事の中で、川上が「次期監督に藤田元司ということもありうる」と大きく踏みこんだ発言を行い、大きな反響を呼んだ[17]。この5名のOBは、当時巨人のオーナーであった正力亨が7月20日に、親睦と意見を乞う目的で球団OBを招いて開催したゴルフコンペに参加していて、水原茂、千葉茂、金田正一も参加していた。しかしコンペ終了後、『週刊文春』の手による座談会が企画され、このような発言が飛び出た。巨人はこの年優勝を逃して3位に終わりシーズン終了後の10月21日、長嶋は「3年連続で優勝を逃した責任を取り、男のけじめをつける」と辞任を表明したが、後任には藤田が就任したため結果的には川上の発言通りとなったため、川上はファンやマスコミから「裏で川上が動いた」と非難された[18]。この直後、文春は川上に対してインタビューしたが、川上は「そんなこと私にできるわけがないでしょう。それはあくまでも巨人軍、そして読売新聞の方で決めることでしょう。私は巨人軍とは関係の無い部外者ですよ」と真っ向否定した[19]。「長島解任の黒幕は川上」説の根拠としてこの座談会が注目されたため、11月13日号にて7月31日号、8月7日号の抄訳を掲載した[20]。なお、川上は「次期監督に藤田もあり得る」と発言したことについて「あれは俺の一生の不覚だった。座談会でアルコールが出てね。勢いに任せてあんなことを言っちゃったんだ」と弁明している[21]。
- 1982年、前年引退したプロボクサーの具志堅用高がWBA世界ライトフライ級タイトルを13連続で防衛したのは協栄ジムの当時の会長が相手ボクサーに下剤入りの果物を差し向けた結果であると結論付け、『リングの謀略』という告発連載を行う。当時の会長・金平正紀は「全くのデタラメである」と否定したがJBCの調査によりクロと判明し、この事件を含めて金平は無期限ライセンス停止処分を受けた。また名誉毀損として民事訴訟を起こされたが全面勝訴している。
- 1984年、全7回にわたり「疑惑の銃弾」と題しロサンゼルスで起こった銃撃事件を保険金殺人ではないかと報道（いわゆるロス疑惑）。それをきっかけに、新聞・テレビなども加わり異常なまでの報道合戦が繰り広げられた（メディア・パニッシュメント）。その後、犯人と疑われた三浦和義には最高裁判所で無罪判決が下った（女優に妻を殴打させた事件では懲役6年が確定）。またこのロス疑惑の報道の際に当時この疑惑を調査報道していた『週刊文春』デスクの金銭問題が後に発覚し、件のデスクは文藝春秋を退社に追い込まれている。
- 1985年にフジテレビのバラエティ番組『夕やけニャンニャン』にレギュラー出演しているおニャン子クラブの未成年メンバー6人が喫茶店で一緒になって喫煙しているところを写真撮影して掲載。当時、番組は開始間もなくローカル枠だったこともあって、まだ世間には注目されておらず、また番組側は即刻出演停止→おニャン子クラブを脱退させたことで、それほど騒がれずに終息していった。しかし、この直後から『夕やけニャンニャン』とおニャン子クラブは大ブレイクしたことで、以後この事件や脱退した6人中5人（1人は十数日後に復帰）のことは番組内とおニャン子クラブ内ではタブーとなった（週刊文春喫煙事件）。
- 1989年に東京都足立区で発生した女子高生コンクリート詰め殺人事件で、逮捕された少年4人の実名報道と顔写真を掲載した。編集長の花田紀凱と部下の勝谷誠彦の判断で、花田は「人殺しの面（ツラ）を見たいだろというのではなく問題提起のため」「獣（ケモノ）に人権は無い」と述べたが、少年の実名報道は大きな波紋を招いた。

### 1990年代
- 1992年9月3日号[22]から同年11月5日号[23]まで、日本共産党名誉議長（当時）の野坂参三に対する追及記事を10号連続で掲載し、かつて野坂が共産党同志の山本懸蔵をNKVDに密告して死刑に追いやっていたことを告発した。その後、野坂は日本共産党の名誉議長を解任され、共産党から除名された[24]。野坂参三#最晩年の除名を参照。
- 1992年10月22日号（10月15日発売）で、陸上自衛隊高射学校の柳内伸作・3等陸佐が東京佐川急便事件について「もはや合法的に選挙で不正を是正するのは不可能。断ち切るには革命かクーデターしかない」とのクーデター計画の論文[25]を誌面に掲載し波紋を呼んだ。防衛庁長官・宮下創平は「民主主義制度を否定する見解の発表は許されない」と述べ、柳内伸作は自衛隊法第58条違反（威信失墜行為）で、防衛庁から懲戒免職処分を受けた。
- 1992年11月12日号（11月5日発売）に、タレントの飯星景子の告白手記が「独占スクープ」の見出しとともに掲載された。飯星が父親の飯干晃一の説得により、当時入信していた統一教会（現・世界平和統一家庭連合）を脱会したこと、ならびにその経緯が明かされた[26]。
- 1993年4月29日号（4月22日発売）に、元新体操選手の山﨑浩子の統一教会脱会手記が掲載された。合同結婚式の結婚相手の男性から捜索願を出されていた山﨑は、同号の発売日の前日、4月21日に46日ぶりに報道陣の前に姿を現し、教団を脱会する意向を表明した[27]。経緯等は同号の手記によって明かされた[26]。
- 1994年6月に「JR東日本に巣くう妖怪」と題し、革マル派の幹部であった東日本旅客鉄道労働組合（→全日本鉄道労働組合総連合会）の委員長・松崎明を追及する連載記事を掲載し、東日本旅客鉄道（JR東日本）との全面戦争に発展した。その際、東日本キヨスクが『週刊文春』の販売を中止する嫌がらせを受けたことは、大きな話題になった。もっとも、騒動の最中にグラビアページで記事のターゲットである、組合委員長の顔写真を間違えて掲載するという失態を演じ、担当記者・編集者が異動させられて疑惑追及は尻切れとなった。また1995年の平凡社年鑑によると、（執筆者はジャーナリストの黒田清）東日本キヨスクの販売拒否で、販売部数が5万部近くも落ち込んだとしている（結局『週刊文春側』が謝罪広告を掲載することで決着した）。なお、当該人物に対する警視庁公安部の捜査にあわせて、2005年12月22日号にて再びこの幹部に関する記事を掲載したが、東日本キヨスクの販売拒否が文春側に与えたトラウマは大きく、「JR東日本革マル問題」に関しては、講談社『週刊現代』に疑惑追及の場を譲ることとなった。
- 1997年7月24日号（7月17日発売）・8月7日号（7月31日発売）にて大阪・愛知・岐阜連続リンチ殺人事件（1994年に発生・少年犯罪）の特集記事を掲載したが、この際に計4人を殺害した主犯格として殺人罪・強盗殺人罪などで起訴された加害者少年（事件当時18歳 / 2011年に死刑確定）から「自身の実名と類似した仮名を使用されたり、虚偽の内容を記載されたりしたことでプライバシー権・名誉を毀損された」として損害賠償請求訴訟を起こされた[28]。第一審（名古屋地裁）[29]・控訴審（名古屋高裁）では文春側敗訴の判決が言い渡されたが[30]、最高裁は2003年に控訴審判決を破棄・差し戻し[31]。その後2004年に名古屋高裁で文春側全面勝訴の判決が言い渡され[32] 確定した[33]。
- 1998年6月18日号で、国際連合「児童の権利に関する委員会」予備審査において、日本の女子高校生たちが学校において意思表明権と自己決定権を奪われていることについて、学生服の強制を例に訴えたところ、ロシアのコロソフ委員から「制服を着られる素晴らしさを享受すべき、世界には着る服すらない国家がたくさんあるのだから」と諭されたとする記事が掲載され、これは京都府議会において荒巻禎一府知事が言及するなどの反響を生んだ。しかし、同委員会は「とくに学校生活において、一般の子供たちが参加権を行使するうえで困難に直面していることを、とりわけ懸念するものである」との所見を示し、高校生たちのプレゼンテーションの素晴らしさを賞賛しており、議長を務めたジュディス・カープ委員（イスラエル）も同年12月に来日した際、「発言を改めて称讃し、『心ないメディアが彼らをおとしめた』ことに憤りを表明」している[34]。
- 1999年9月30日号から11月にかけて、連載で「日本に潜む金正日直属の超大物スパイ」と題して、大阪経済法科大学副学長に関する記事を掲載。大学から名誉毀損で提訴され、解決金300万円を支払い謝罪する条件で和解。

### 2000年代
- 2000年5月、当時の内閣総理大臣・森喜朗がアメリカ合衆国大統領・ビル・クリントンに対してデタラメな英語の挨拶を行ったという報道が、同年7月末開催の九州・沖縄サミットへの揶揄と併せて、『FRIDAY』、『週刊文春』により報じられた[35]。なお、『週刊朝日』はこの話に当初から懐疑的であった[36]。事実は当時毎日新聞社論説委員だった高畑昭男（のちに産経新聞に移籍）による創作であり[37]、森はこれをデマだと批判している[38]（Who are you ?捏造報道）。なお、高畑は毎日新聞社時代末期の2004年に、自身がジョークとして創作したこと、それが事実して報じられたが特に手を打たなかったことを認めた[37]。
- 2001年1月25日号、2月1日号、3月15日号で聖嶽遺跡、法鏡寺跡遺跡、虚空蔵寺遺跡などの捏造疑惑を報じ、捏造に関わったかのように記述された別府大学名誉教授・賀川光夫が抗議の自殺をした。遺族が故人の名誉回復のために損害賠償請求訴訟を起こした。一審の大分地方裁判所（2003年5月15日）は、文藝春秋側に660万円の支払いと謝罪広告の掲載を命じ[39]、二審の福岡高等裁判所（2004年2月23日）は、文藝春秋の賠償額を920万円に増額し、謝罪広告の位置を文春の最初のページに指定した[40]。2004年7月15日、最高裁が二審判決を支持して文藝春秋の上告を棄却。文藝春秋側の敗訴が確定した[41]。同年9月2日号の『週刊文春』に、「代表取締役上野徹 前編集長木俣正剛 取材記者河﨑貴一」の連名の謝罪文が掲載された。
- 2000年4月6日号で「黒川紀章『100億円恐竜の橋』に市民の大罵声」なる記事を掲載。黒川は名誉を傷つけられたとして、発行元の文藝春秋を提訴。一審の東京地裁は2001年10月22日、黒川の名誉毀損との訴えを認め、「多数の市民らから非難の声があがっているとは認められず、批判的な意見をことさらに取りあげた」として1000万円の支払いと謝罪広告の掲載を命じた。二審の東京高裁は、賠償額を600万円に減額した上で謝罪広告の掲載を命じた[42]。2004年6月22日、最高裁は文藝春秋側の上告を棄却し、二審判決が確定した[42]。
- 2002年4月4日号で、山崎拓が統一教会に関係する女性と交際しているとする記事を掲載。国家機密が漏れる可能性があると報じた。山崎は名誉を傷つけられたとして、文藝春秋に5千万円の損害賠償と謝罪を求める訴訟を起こすが、2003年9月8日、東京地裁は山崎の請求を棄却した[43]。
- 2002年5月2日・9日号（4月24日発売）で、「元愛人の赤裸々手記、山崎拓『変態行為』 懇願テープとおぞましい写真 愛人同行で外遊も!」なる見出しの山崎拓の暴露記事を掲載[44]。約10年愛人関係にあったというホステスは取材に対し、「山崎から陰茎からの飲尿を要求された」「山崎はホステスの実母に電話をかけ、母娘3人での性交を勧めた」「『俺はメガネを取ったら知的に見える』からと、母親へのアピール用に、自身の裸眼・裸体写真を撮影した」「外遊は同伴で渡航先の国に関連する衣装を着用させられた」「『俺は議員じゃなかったら、絶対AV男優になるんだ』と常々語っていた」などと証言した。ホステスの名はのちに山田かな子であると明かされた。山崎側はこの記事を事実無根で名誉棄損にあたるとし文春を提訴するも一審にて請求棄却[45]、山崎側は訴訟を取り下げた[注釈 2]。
- 2002年9月26日号 - 10月10日号の3週にわたって、「テレビゲームのやりすぎで子どもが若年性痴呆症になる!」というタイトルで、森昭雄の「ゲーム脳」仮説を大々的に取り上げた。『週刊文春』での報道以降、各マスメディアが追随したことで、科学的根拠が乏しいにもかかわらず、この説は広く科学的な説と誤って認知された。このため、2008年時点でも、いくつかの教育委員会や日本PTA全国協議会などでは森を支持する活動が行われているが、多くの科学者や有識者から疑似科学であるとの反論も多く出されるようになっている。なお、「ゲーム脳」がマスメディアに登場したのは、『週刊文春』ではなく、2002年7月8日に毎日新聞1面トップで報道されたのが初出である。
- 2001年5月31日号で「仰天内部告発 化粧品会社DHC社長『女子社員満喫生活』」。DHCから提訴され、東京地裁は2002年10月15日、名誉毀損を認めて170万円の支払いを命じた。
  - 2003年9月9日、東京高等裁判所は「記事の大部分は真実ではない」として、地裁判決を支持し控訴を棄却。賠償金を増額して550万円支払いを文春側に命じた。
  - 2004年2月26日、最高裁第一小法廷（裁判長判事・泉徳治）は、550万円の支払いを命じた二審判決を支持し、上告棄却。文春の敗訴が確定した。
- 2004年に日本放送協会（NHK）紅白歌合戦のチーフプロデューサーによる横領をスクープ。NHK受信料の不払い、海老沢勝二の会長退陣へと至る流れ、NHKの不祥事への契機となった。NHK問題は『週刊新潮』の十八番であり、ライバルの鼻をあかした形となったが、国会でも追及されたNHKの『プロジェクトX』展の協賛金問題は全く記事化されなかった。これは番組の書籍化を文藝春秋が行い、『プロジェクトX』本の売り上げが好調だった事情による。また、『プロジェクトX』のプロデューサー・今井彰が、部下の取材内容を全て自身の名前で書籍化したことで、莫大な印税を手にしたことが『週刊新潮』やNHK内部で問題視されたが、これにも一切触れていない。
- 2004年3月、衆議院議員田中眞紀子が私人である長女のプライベートに関する記事を掲載されたとして発売前の『週刊文春』の発行差し止めの仮処分を東京地裁に申請し、裁判所がこれを認めたことで「報道の自由の侵害」ではないかと各マスコミを巻き込んで大きな話題となる（田中眞紀子長女記事出版差し止め事件）。
- 2003年4月17日号で『「西田ひかると辛島美登里は社長の愛人」？ポーラ株主総会で爆弾質問』なる記事を掲載。西田とマナセプロダクションから提訴される。東京地裁は2004年10月8日、名誉毀損を認め、文春に110万円の支払いを命じた。
- 2005年4月7日号（3月31日発売）で、2000年に『週刊朝日』で紀行を内容とするグラビア記事の連載企画の編集協力費として武富士が5000万円を支払ったものの、その連載企画にはスポンサーの表記が一切出ず（→大森千明#武富士「裏金」、週刊朝日#批判を受けた記事・不祥事）、武富士のマスコミ対策の裏金であるとした記事の題名を「人はそれをブラックジャーナリズムと言う 朝日新聞が武富士から受け取った『ウラ広告費』5000万円」とした。これを大見出しとした本誌の新聞広告について、朝日新聞掲載分に限って同社の広告ガイドラインに接触するとして「人はそれをブラックジャーナリズムと言う」の語句のみ担当の広告代理店で黒塗りに編集した上で掲載された。
  - 記事の影響から3月30日夜にasahi.com上で朝日新聞社の出版・広報担当役員がコメントを発表し、「タイアップ企画の枠組みに関する慎重な検討は欠けていたものの、編集協力費についていかがわしいやり取りは行っていない」としたが、後に編集協力費を返金し、社内処分を実施した。
- 同じく2005年4月7日号で、当時盗作発覚で芸能活動を休業中だった元モーニング娘。の安倍なつみが、「盗作くらいでガタガタ言われてムカツク」と発言したというコラム記事を掲載。安倍の所属事務所であるアップフロントエージェンシーは捏造であり損害賠償を求め文藝春秋を提訴し、事実ではないとする謝罪記事の掲載で和解した。
- 2005年11月24日号で、同志社大学社会学部教授・浅野健一の「学内セクハラ」を報道。浅野はこれを事実無根、記事は浅野が『週刊文春』を「人権侵害メディア」として批判し続けていることに対する報復行為であると表明、2006年1月27日に文藝春秋を提訴し、1億1000万円（1000万円は弁護士費用）の損害賠償および、謝罪文を誌上と、4大全国紙の広告内に掲載することを求めた。
  - 2008年2月27日、京都地方裁判所（裁判長判事・中村哲）は「記事の一部は真実ではなく、原告の社会的評価を低下させた」として、文春に275万円の支払いを命じた。
  - 2009年5月15日、大阪高等裁判所（裁判長判事・松本哲泓）は「真実と認めるに足りる証拠はない」とし、記事中のほぼすべての記述について真実性を否定。一審・京都地裁判決での賠償額275万円から倍の550万の支払いを同社に命じる判決を言い渡した。
- 2005年12月8日号（この号の発売翌日に容疑者逮捕）では、広島小1女児殺害事件で、被害者の女児が段ボール箱に詰められていたことから、段ボール箱を封印したテープの型を『週刊少年ジャンプ』（集英社）に連載中の漫画作品『魔人探偵脳噛ネウロ』（松井優征）と無理矢理にこじつけた内容の記事を掲載した。同様の報道は一部テレビのニュース番組でもなされた。この指摘はテレビ報道の再現映像で段ボール箱にビニールテープが漫画内の怪盗殺人鬼"XI"の字の形に巻かれていたことから来ていると見られるが、実際に犯行に使った段ボール箱の状態とは無関係である。このことからサブカルチャーへのバッシング報道として非難がある。
- 2006年1月5/12日新年特大号（2005年12月27日発売）で、上海総領事館員自殺事件をスクープ。最終ページの項での掲載が、この事件の一報となった。『小泉首相、麻生外相も知らない「国家機密漏洩事件」』と題されたこのスクープ記事では、外務省職員からの取材を基にしたとされる、事件の概要とハニートラップおよび、政府首脳への取材内容が記されている。
- 2006年2月2日号より、ライブドア事件に絡み、エイチ・エス証券副社長・野口英昭の自殺について疑問を投げかける報道を繰り返した。『週刊文春』の報道をきっかけにワイドショーや他の週刊誌なども後追い報道し、インターネット上のブログや掲示板なども虚実が入り混じった噂話が横行したが、結局、確たる証拠も揚げられずに『週刊文春』もトーンダウン。警察庁幹部が記者会見で野口に関する一部の報道に反論・批判し、ライブドア事件の公判で、野口による業務上横領が取り沙汰されて「自殺した動機」も明白になったことで、堀江メール問題と並んで、事件に便乗した空騒ぎとして終焉した。
- 2006年3月9日号から4月13日号に、「徹底取材・永田“ガセメール”民主も知らない全真相」とする記事を掲載。この三本の記事に対して、元衆議院議員・永田寿康に偽メールを提供した元会社役員らが計5500万円の損害賠償請求訴訟を起こす。2009年1月19日、東京地裁は「具体的に裏付け取材をした証拠はなく、真実と信じる相当の理由は認められない」として名誉毀損を認め、文藝春秋に220万円を支払うことを命じた。
- 2006年5月より、『週刊現代』誌上で、宗教家で占い師の細木数子の半生を追及する「魔女の履歴書」が始まると、『週刊文春』は細木のインタビューを全面的に掲載した反論キャンペーンを始めたが、『週刊現代』の記事に対し細木の反論根拠が怪しくなると撤退縮小を始め、結果4回で終了という実質的な敗北を喫した。
- 2006年9月28日、東京地裁は、福岡一家4人殺害事件の被害者の親族夫婦を真犯人のように報じた6回にわたる記事について、「原告らが事件の真犯人であるかのように記載した記事は、いずれも真実とは認められず、取材も不十分だった」として、文春側に1100万円の支払いを命じた。文春は控訴したが2007年8月6日、東京高裁にて一審支持、控訴棄却。
- 2007年7月9日、東京地裁が「谷垣財務大臣中国人女性『買春』疑惑」（2005年12月8日号）の記事について、「記事は真実とは認められない」として文春側に330万円の支払いを命じた。記事は、1988年に谷垣禎一が買春疑惑で中国当局の事情聴取を受けたという内容で、文春側は、谷垣の名前が警察庁作成の「中国当局の摘発リスト」にあったと主張したが、判決は「リストの入手経緯が明らかでない」「警察庁が作成したとは認められない」「事情聴取の事実は存在しなかった」とした。文春は控訴したが2008年5月29日、東京高裁にて一審支持、控訴棄却。220万円の支払いを命じられる。
- 2007年9月4日、東京地裁は、JR福知山線脱線事故に関する記事の名誉毀損事件で、原告の全日本鉄道労働組合総連合会とJR西日本労働組合の訴えを認め、「（労組が）都合の悪い情報の取材・報道を阻止したとの記述は真実でない」として文春側に100万円の支払いを命じた。
- 2007年11月22日号で、「ミャンマー銃撃死 長井さんを喰い物にする通信社代表」と題する記事が掲載される。同年12月10日、ジャーナリストの長井健司の両親は「故人の名誉を毀損し、両親の人格的利益が侵害された」として、文藝春秋と『週刊文春』編集長を相手取り、500万円の損害賠償請求訴訟を起こした。
- 2008年5月15日号で、「安倍前首相『政治利用』に本村さんが絶句」と題する記事が掲載される。同年9月1日、安倍晋三が、光市母子殺害事件の被害者遺族・本村洋について嘘の演説をしたとする記事が名誉を毀損しているとして、2300万円の損害賠償を求めて東京地裁に提訴。文春は間違いを認めて発売の翌週号で訂正記事を出した。
- 2009年2月26日号で、「お腹が痛いと政権を投げ出した安倍総理は、今も母親から過保護にされている」と上杉隆の署名入り記事を掲載。安倍から抗議を受けると、「当回答は、未公表の著作物ですので、そのままHPで引用、公開されることはお控えください」と前置きをした上で返答を行った。

### 2010年 - 2015年
- 2010年5月発売の号において、ユニクロを展開するファーストリテイリングについて、ユニクロが中華人民共和国に出した工場では「中国人労働者は午前0時や午前3時まで働かされる」などとした記事を掲載した。また、この記事執筆を担当した横田増生は、2011年3月に文春から「ユニクロ帝国の光と影」と題した本を出版。ファーストリテイリング側は、記事の内容が真実と異なるとして、横田に対して2億2000万円の損害賠償請求訴訟を東京地方裁判所に提訴したが、2013年10月18日に同地裁（土田昭彦裁判長）は訴えを退ける判決を言い渡した（スラップ）[46]。その後も東京高裁・最高裁でも、ファーストリテイリングが敗訴し確定判決となった。
- 2010年5月6日・13日ゴールデンウィーク特大号「総追跡33本 この女のナゾを解く!」で、眞鍋かをりの年齢詐称を報じた。記事には所属芸能事務所との民事訴訟が東京地方裁判所にて争われた中で、原告（眞鍋かをり）の生年月日が「昭和55年5月31日生」となっていた。しかし、2010年当時の眞鍋の芸能プロフィールには「昭和56年3月31日生まれ」と、丁度10か月の鯖読みとなっていた。『週刊文春』の記者が生年月日の件を眞鍋かをりに直接取材したところ、「ごめんなさい、今はタイミング的にお話出来ないんです」と避けられたが、結果として眞鍋かをりは事実を認め、2012年時点では「1980年（昭和55年）5月31日」の生年月日をプロフィールに使用している[47]。
- 2010年6月10日号で、「柏崎原発に送り込まれた『北のスパイ』」と題する記事が掲載される。東京電力は「外国のスパイやら工作員やらが事業所内にいるなどということはない」と公式にコメントした[48]。
- 2012年5月31日号で、「ドタキャン、突然のハイテンション、現場での奇行……沢尻エリカは大麻中毒だった」と題する記事を掲載。同年における沢尻エリカの大麻使用について詳しく報じた。沢尻は2019年11月16日、合成麻薬MDMAを所持していたとして麻薬取り締まり法違反の容疑で逮捕された[49]。
- 2012年7月19日号で、日本経済新聞社社長（当時）・喜多恒雄が住む東京都内のマンションから、同社経済部の女性デスクが出勤していると報じた[50]。これについて、日本経済新聞側は同日付朝刊社会面で「事実無根の見出し・記事で名誉が傷つけられた」として発行元の文藝春秋などを近く提訴する方針を示した[51]。一審の東京地裁は日経側の主張を認め、文藝春秋側に対し、謝罪広告の日経および文春への掲載、1210万円の賠償、ウェブサイト上に掲載している記事・写真の削除を命じた[52]。文藝春秋側は控訴し、記事の信用性についての新たな証拠を提出したが、二審の東京高裁は「信用性は極めて弱い」として却下。「全証拠によっても記事を真実と認めることはできない」として、一審判決を支持した[52]。文藝春秋側は判決を不服として上告したが[52]、最高裁は2015年6月5日付で文藝春秋側の上告を棄却し敗訴が確定[53]。文藝春秋側は上告棄却について当初は遺憾としていたが[53]、一転して週刊文春2015年6月25日号にて「記事すべてが事実に反する誤報」だったとして謝罪広告を掲載。日本経済新聞紙上にも同様の謝罪広告を掲載した[54]。
- 2012年9月20日号で、当時宮崎県知事だった東国原英夫が、興味を持った女性職員を宮崎県庁の知事室に呼び出していたとの記事を掲載。東国原は名誉を傷つけられたとして、発行元の文藝春秋に2200万円の損害賠償と謝罪広告の掲載を求めて提訴。2014年6月30日、東京地裁は「内容が真実だと信じる証拠はない」として名誉毀損を認定し、220万円の支払いを命じた。謝罪広告については「東国原氏は知名度が高く、自ら記事に反論することである程度名誉を回復できる」として退けた[55]。
- 2013年5月16日号ワイド特集「表の顔と裏の顔」の『この記事で参院選公認取り消し 自民党美人候補は元暴力団組長の愛人だった!』[56]の記事で麻生真宮子（本名：田島美和）から、政治活動に支障が出たとして名誉毀損で提訴されるが、2016年4月、東京高等裁判所にて文春が勝訴した[57]。経緯は、2013年、田島みわ（田島美和）が自民党により第23回参議院議員通常選挙の比例代表候補に公認された。しかしながら『週刊文春』によって暴力団関係者との交際が報道されたため[58]、自民党が公認を取り消した[59]。この問題で文春を名誉毀損の廉で提訴し、2015年5月、謝罪広告掲載、損害賠償の請求が認容される[60]も、2016年4月、取材への虚偽回答が一部あったとして田島は控訴審で1審判決を取り消され敗訴[57]。2013年8月、田島は自民党東京都みらい創生支部の支部長に就任。2019年の第19回統一地方選挙の一環として行われた大阪府議会議員選挙に、大阪市西区から自民党公認で立候補したが落選[61]。
- 2013年7月5日、公式ウェブサイト上で「緊急アンケート! 安藤美姫選手の出産を支持しますか?」と題したアンケートを実施し、これに対して多数の抗議が寄せられ当日中にアンケートは閉鎖され、編集長新谷学名義で「アンケートに関して不快な思いを抱かれた方へ」として謝罪文がアップロードされた[62][63][64]。
- 2013年8月8日号で、「シャブ&ASKAの衝撃」との見出しで、ASKA（CHAGE and ASKA）の覚醒剤使用が実名で報じられる。2ヶ月後にASKAが週刊文春に“独占告白”をし、これを受けて所属事務所「ロックダムアーティスツ」は本人の休業を発表[65][66]。この記事は『編集者が選ぶ雑誌ジャーナリズム賞』を受賞した。2014年5月17日、ASKAは覚せい剤取締法違反（使用）容疑で知人と伴に、警視庁に逮捕された[67][68]。
- 2013年10月17日号で、「胸モミ&ほっぺにチュー… 週刊朝日新編集長が“セクハラ常習”で更迭」を掲載。なお、『週刊朝日』を発行する朝日新聞出版は「重大な就業規則違反があった」として同誌編集長の小境郁也を解任、出向元の朝日新聞社は小境を懲戒解雇処分としたが、就業規則違反の内容については公表していない[69]。また同号の「『中国猛毒米』偽装 イオンの大罪を暴く」に対し、流通大手のイオンが“内容は事実に反する部分も多々あり、お客様から無用の信用疑惑を招くものである”として発売中止・回収を求めるとともに[70]、日本全国のイオンモールで当該号を撤去[71][72]、また16日には1億6千万余円の賠償と謝罪広告掲載を求めて提訴[73]。2016年12月16日、東京地裁は文春に約2500万円の賠償を命じ、文春は即日控訴した[74]。
- 2013年11月21日号（同11月14日発売）で、内閣総理大臣・安倍晋三が「中国はとんでもない国だが、まだ理性的に外交ゲームができる。一方、韓国はただの愚かな国だ」と語っていたとの記事を掲載[75]。韓国の与野党やメディアが安倍を非難した[75]。11月15日、官房長官・菅義偉は記者会見で「その記事は今、初めて知ったが、そんなことを言うわけがない。あり得るわけがないというのが私どもの正式な見解だ」と述べ、文春の記事内容を否定した[75]。
- 2014年2月13日号で、「全聾の作曲家はペテン師だった!」と題して、神山典士と週刊文春取材班のインタビューにより、佐村河内守別人作曲問題を採り上げた。佐村河内はあくまでも補作曲にしかすぎず、実際の作曲は新垣隆が行っていた。この影響で、やらせ発覚以前に放送したNHK（NHKスペシャル「魂の旋律 音を失った作曲家」）とTBS（中居正広の金曜日のスマたちへ）が謝罪する事態となり、CDは実質廃盤の措置が執られた。神山はこの記事により大宅壮一ノンフィクション賞を受ける。
- 2014年3月13日号で、「清原和博緊急入院　薬物でボロボロ　病院入り口で本誌記者が直撃すると呂律が回らず…」という見出しの記事を掲載。清原の覚醒剤使用疑惑について報じた。所属事務所「オフィスキヨハラ」は、病院で糖尿病の治療のため入院していたものであり、弁護士を通して訴訟をも含め、あらゆる法的手段を通じて徹底的に抗議することを検討している旨のFAXを、報道各社に送付した[76]。
  - 清原はのち2016年2月2日に、覚せい剤取締法違反（所持）の現行犯で、警視庁組織犯罪対策第五課に逮捕された[77][78][79]。また清原は実際には“法的措置”など講じていなかったという[80]。
- 2014年7月17日号で、ビートたけしが49歳美女にのめり込んで離婚すると報じた。相手は熊本で県会議員を務めたこともある地元の名士の娘で、全財産を放棄して美女の懐に飛び込む決意を固めたという[81][82]。たけしの所属事務所オフィス北野は文春の取材に対し、「仕事の相談に乗ってもらっている関係で、決して男女の仲ではない」と否定[83]。たけしも7月12日に放送された『情報7daysニュースキャスター』の中で報道内容を否定した[84][85]。たけしはその後離婚した[86]。
- 2015年3月18日号で、NHK『クローズアップ現代』の2014年5月14日放送の「追跡“出家詐欺”〜狙われる宗教法人〜」でやらせがあったことが判明した。やらせが疑われているのは、宗教法人を紹介するブローカーと多重債務者のインタビュー。インタビューを受けた人物が、取材した記者の依頼で、ブローカーを演じたと告白。さらに放送後、抗議を受けた記者が、口止め料を払うと提案したとも報じている。NHK上層部はこれを問題として、番組リニューアルと15年度限りでの国谷裕子キャスターの解任を決定[87]。
- 2015年8月18日、週刊文春電子版で、衆議院議員の武藤貴也が知人に「値上がり確実な新規公開株を国会議員枠で買える」などと持ちかけたとして、金銭トラブルとなっていたことが報じられた[88]。これを受け、武藤は8月19日、自由民主党を離党した。
- 2015年9月3日号で、上記の武藤貴也が未成年の男性を買春していたことが報じられた[89]。武藤は2017年10月の衆院選には出馬せず、同年の衆議院解散をもって失職した。
- 2015年10月8日号で、永青文庫の企画展である春画を、記事として採り上げるだけでなくグラビアにまで掲載。「家族持ちが家に持ち帰れる」週刊誌という信頼性を破ったとして、編集長・新谷が休養3ヶ月を文藝春秋社長・松井清人に言い渡される[90]。

### 2016年
2016年の初めころから、週刊文春のスクープ記事により政治家や著名人が辞任や活動停止に追い込まれたり、選挙結果に影響を及ぼしたりするケースが増えたことから『文春砲』と恐れられるようになった。
- 2016年1月14日号で、ベッキーがindigo la End、ゲスの極み乙女。のボーカルである川谷絵音と不倫していた事を掲載した。ベッキーは、1月6日夜に記者会見で「お付き合いということはなく、友人関係」と不倫を否定したが、記者会見自体がサンミュージックプロダクションの一方的声明であり、記者との質疑応答が全然設けられなかった。その後の続報で、ベッキーと川谷とのLINEでのやり取りが掲載された。一連の影響で、ベッキーは自身の出演するテレビCM、テレビ番組を全て降板し[92]、所属事務所・サンミュージックプロダクションが、1月30日付で本人の当面休業を発表[注釈 3]。
- 2016年1月21日発売の1月28日号で、経済再生担当大臣の甘利明サイドが、2013年から2015年にかけて、独立行政法人都市再生機構の入札に関わる千葉県白井市の建設会社Sから、口利きの見返りとして、現金などを受け取っていたとする記事が報じられた[100]。甘利は疑惑の責任を取り、経済再生担当大臣を辞任した。更に辞任会見翌日から「睡眠障害」を理由に第190回国会を欠席した。
- 2016年2月10日発売の2月18日号で、「育休国会議員宮崎謙介の“ゲス不倫”撮った」と題する記事が掲載される[101]。自民党衆議院議員の宮崎謙介は、妻で自民党衆議院議員の金子恵美が出産のために入院している間、京都市の自宅マンションに女性タレントを招き入れ、伴に宿泊したことが報じられた。報道を受け、宮崎は2月16日付で衆議院議員を辞職し、同日、自民党を離党した。
- 2016年3月8日、週刊文春電子版で、読売ジャイアンツ所属選手による野球賭博問題で先に処分された3人の他に“第四の選手が参加していた”として高木京介の名を、取材を元に挙げた[102]。球団が高木に質した結果、本人も認めた。しかし、これを報じた文藝春秋は、読売ジャイアンツの記者会見場から「出入禁止」という嫌がらせを受けた。
- 2016年3月15日、週刊文春電子版で、「フジ“新ニュースの顔”ショーンKに学歴詐称疑惑」と題した記事を配信。フジテレビジョンの新報道番組「ユアタイム〜あなたの時間〜」のメインキャスターに内定していた、経営コンサルタントの「ショーンK」ことショーン・マクアードル川上の学歴詐称を指摘した。これにより、ショーンKが出演中の番組（出演予定、ラジオ含む6本）について、活動自粛に追い込まれた[103]。
- 2016年4月27日発売の5月5日・12日ゴールデンウィーク特大号で、東京都知事の舛添要一が、毎週末に神奈川県足柄下郡湯河原町にある別荘へ「公用車で通っていたこと」をスクープした[104][105]。さらに5月11日発売の5月19日号で、舛添の資金管理団体「グローバルネットワーク研究会」（解散）が2013年1月と2014年1月に千葉県木更津市の龍宮城スパホテル三日月に会議費名目で支出した約37万円が、実際は舛添の家族旅行だったことを明かした[106][107]。5月13日に開かれた定例記者会見では早くも記者から進退を問われ[106]、6月1日に開会した東京都議会定例会においても「辞めろ」「説明になっていない」などの罵声が飛び交った[108]。その結果、舛添は6月21日付で知事辞任に追い込まれた[109]。
- 2016年6月9日発売の6月16日号で、横田滋・早紀江夫妻が、2014年3月にモンゴル国のウランバートル市で、孫およびひ孫と初対面した時の写真を掲載した[110]。写真は、横田夫妻と交流がある参議院議員の有田芳生が入手した[110][111]。
  - 横田夫妻は北朝鮮に拉致された日本人を救出するための全国協議会（「救う会」）を通じて、夫妻の署名付きで「皆様へ」と「マスコミの皆様へ」の2つの手書きコメント（2016年6月8日付）を出した。「皆様へ」には有田の「週刊文春」掲載の写真と署名記事に対する指摘および反論が書かれている[112]。写真については、「有田芳生氏から写真を見せられ、一部の週刊誌に掲載する写真だと説明された。」と述べており、孫から写真を外に出さないでほしいと約束していたため、「写真は横田家から1枚も何処にも出していません」としている[112]。「救う会」は、有田が公開した写真の実際の入手先は北朝鮮以外には考えられないとの見解を出した[113]。
  - 有田は、「写真の選択をいっしょに行い、時間をかけて原稿も見ていただき、求められた加筆と訂正を行ったうえで『週刊文春』の記事になりました」と主張している[114]。また、掲載する写真を持参し、横田夫妻に「掲載する写真はこれです」と出した際に「あちらの方は了解しています[115]」と説明。横田夫妻も当時から支援者に向けて公表する意思を持っていたため、「写真を掲載して頂く事は異存ありません」と有田に伝えた[113]。そのうえで横田早紀江本人は「その後の経緯は週刊文春と有田さんだけのことで、どんなものが出るかは私たちは全然知りませんでしたし、こういう文章で書いてくださいと有田さんに渡したものでもありませんし、全くノータッチで、写真の公開を了承しました。」と有田の主張を否定している[116]。
  - 有田は一貫して無断公開を否定し[117]、横田夫妻のコメントを「横田夫妻は自身に対して『有田先生』ではなく『有田さん』と接している」という理由で偽物であると主張し[118] これ以降も横田夫妻からの発言とされるものを引用している[119]。
- 2016年7月21日発売の7月28日号で、東京都知事選挙（7月31日投票）に立候補した鳥越俊太郎が、2002年に当時大学2年生だった20歳の女性を富士山麓の別荘に誘い込み、淫らな行為に及ぼうとするも抵抗にあい未遂に終わった過去があると報じられた[120]。鳥越は同日、名誉毀損および公職選挙法違反であるとして東京地検に告訴した[121]。7月18日付の毎日新聞の序盤情勢分析では「小池百合子と鳥越俊太郎が競り合い、増田寛也が追う展開」と報じられていたが[122]、記事の影響により鳥越は支持を失い、7月25日付の朝日新聞は「小池百合子が優勢で、増田寛也が追う展開。鳥越俊太郎は苦戦している」と報じた[123]。7月31日、小池が大差で他候補を下し初当選。鳥越は3番目の得票数で落選した。

### 2017年
- 2017年3月1日、週刊文春電子版で、「WOWOWドラマで天才子役が号泣した徹夜の“違法撮影”」と題した記事を配信。WOWOWの連続ドラマ『東京すみっこごはん』（同年5月放送予定）の撮影現場にて、スタッフが出演者の子役に対し労働基準法に抵触する夜間〜早朝の撮影を強いていたとの記事を掲載した[注釈 4][124][注釈 5]。WOWOWおよび制作会社は記事内容のうち、長時間撮影については事実関係を認めて子役とその保護者に謝罪し、再発防止策を講じると表明した[126][127][128]。またWOWOWは『東京すみっこごはん』の5月放送を取りやめると発表した[129][注釈 6]。
- 2017年4月6日春の特大号で、渡辺謙が元ホステスとの不倫を報じた。その後渡辺は離婚した。
- 2017年8月17日・24号で、「雨上がり宮迫博之が“決死の不倫”」」[132] という見出しで宮迫博之（当時雨上がり決死隊）の不倫疑惑を報じた。宮迫は自身が出演していた保険会社「アフラック」のCM動画が16日までに同社の公式サイトから削除された[133]。
- 2017年3月16日号で、氷見市長の本川祐治郎の度重なるパワーハラスメントの実情が報じられる[134]。本川は4月2日執行の市長選挙で2期目の当選を目指すが、記事の影響を受け、元富山県庁職員の林正之に大差で敗れた[135]。
- 2017年8月3日号で、「元財務次官が顧問 言論NPO理事長に7千万円“横領”疑惑」と題する記事が掲載される[136]。このため言論エヌピーオーと理事長・工藤泰志に提訴された。2020年7月22日、東京高裁は「記事は真実と認められる」として、工藤の請求を一部認めた一審判決を取り消し、請求を棄却。文春側が逆転勝訴した[137]。
- 2017年9月5日、民進党の前原誠司代表のもとに「週刊誌が山尾志桜里衆議院議員と既婚男性との交際疑惑を取材している」との情報が入る。前原は同日に開かれた両院議員総会で、山尾の幹事長起用の内定を取り消し、大島敦元総務副大臣を幹事長に充てる人事案を提案、承認された[138]。9月6日、週刊文春電子版は、「山尾志桜里がイケメン弁護士とお泊まり禁断愛」との見出しの記事を配信。山尾は9月7日夜、離党届を提出した[139]。
- 2017年9月28日発売の10月5日号で、『水曜日のダウンタウン』番組担当ディレクターが女子中学生に対して現金を受け渡しの上淫らな行為をしたとして、児童売春と児童ポルノ容疑で現行犯逮捕されていたことが明らかとされた。発売前日の同月27日に行われたTBSホールディングス社長定例会見で、文春側から提示された記事内容を認めた上で謝罪し、当該ディレクターを番組スタッフから除外したことを発表した。
- 2017年10月26日発売の11月2日号で、4日前の総選挙で初当選したばかりの衆議院議員の青山雅幸のセクハラ疑惑が報じられた。青山の後援会事務所に勤めていた元女性秘書の証言によれば、青山は女性にキスを迫ったり、エレベーター内で抱きついたりしたという。また、前年8月に県内の旅館に宿泊した際、酔った青山が四つん這いになり、女性の元にハイハイで急接近。恐怖を感じた女性が座布団でガードすると、青山は女性の頭をやさしくなでたという[140]。発売日の10月26日、立憲民主党は青山の無期限の党員資格停止処分と会派入りを認めない方針を決め[141]、その後青山は2018年10月18日に同党を離党した[142]。
- 2017年10月31日、衆議院議員の初鹿明博のわいせつ疑惑が週刊文春に掲載されることが明らかとなる。10月31日夕、立憲民主党の両院議員総会後、初鹿は報道陣に対し「記憶にない」「強制わいせつと言われるようなことはしていない」と繰り返した。しかし翌11月1日発売の11月9日号で、「汚れたリベラル 立憲民主党 初鹿明博に強制わいせつ疑惑」との見出しで初鹿のわいせつ疑惑が報じられると、立憲民主党は同日、6か月の役職停止処分を決定し政務調査会筆頭副会長の内定を取り消した[143]。その後初鹿は、党の文部科学部会や障がい者PTなど4つの部会の事務局長を担うも、2019年12月10日に強制わいせつ容疑で書類送検され[144]、同月20日に離党届を提出[145]。2020年10月26日付で議員辞職。

### 2018年
- 2018年1月19日発売号で、音楽プロデューサーの小室哲哉が女性看護師との不倫疑惑記事を掲載され、発売当日午後に小室は記者会見を開き、文春の記事内容を全面的に否定した上で2018年中に芸能界および音楽界からの引退を発表した。
- 2018年2月1日号で、元NHKアナウンサー登坂淳一がNHK札幌放送局在職時に新人の女性キャスターに対し、トイレまで追いかけ身体を触るなどのセクハラ、後輩アナウンサーに対するパワハラを起こしたと報じ、登坂は同年4月2日から放送されるプライムニュース イブニング（フジテレビ）出演を辞退した[146]。
- 2018年2月6日、選手の今井達也の不祥事が週刊文春に掲載されるとの情報を得た埼玉西武ライオンズは、今井を厳重注意し、5月まで対外試合出場停止処分をすると発表した[147]。2月8日発売の2月15日号で、今井が1月24日に埼玉県の所沢市のパチンコスロット店で未成年喫煙していた姿が報じられた。
- 2018年4月19日号で、新潟県知事・米山隆一が複数の女子大生と援助交際をしていたことを報じた。米山は知事を辞任した[148]。
- 2018年6月14日号で、「NEWS小山・加藤が未成年女性に飲酒強要」という見出しで女性セブンと共にNEWSの小山慶一郎と加藤シゲアキが未成年の女性と飲酒していたと報じ、所属事務所のジャニーズ事務所は小山を活動自粛、加藤を厳重注意とする処分を発表した[149]。
- 2018年11月15日発売の11月22日号で、尾張旭市長の水野義則が市職員の女性と不適切な交際をしていたことが写真入りで報じられた[150]。水野は報道を全面否定していたが[151]、11月28日、辞意を表明[152]。12月31日付で辞職した[153]。

### 2019年
- 2019年2月6日、衆議院議員の田畑毅が準強制性交した相手の知人女性から告訴された。自民党は田畑の離党届を受理することで早々と幕引きをはかろうとしたが、2月27日、週刊文春電子版が田畑の別の不祥事を報道。2010年にSNS上で知り合った当時16歳の女子高生を、自宅兼事務所とされるマンションに連れ込み、避妊具なしで無理やり行為に及び、ビデオで撮影したことが明らかとされた[154]。これを受けて田畑は同日、辞職願を提出[155]。3月1日付で辞職した。
- 2019年7月25日発売の8月1日号で、衆議院議員の石崎徹が英語のレッスンで知り合った東欧出身の27歳の女性に対し、5万円で売春を持ちかけたことが報じられた[156]。石崎はそれに先立つ7月17日、週刊新潮電子版により、元秘書に対する暴言の音声を公開されていた[157]。また、7月21日の参院選・新潟県選挙区では自民現職の塚田一郎が小差で落選していた。非難の声を受け、石崎は8月3日付で自民党新潟支部長（自民党衆議院新潟1区支部長と同義）を辞任した。
- 2019年8月21日発売の8月29日号で、衆議院議員の上野宏史が都内の人材派遣会社が在留資格を申請した外国人に関して、上野側から法務省に問い合わせる見返りに金銭を求めたことが報じられた[158]。8月27日には週刊文春電子版は、上野が口利きで金銭を得ようとしていた証拠の音声を公開した[159]。8月28日、上野は厚生労働大臣政務官を辞任した[160]。
- 2019年9月5日発売の9月12日号で、「吉本芸人EXIT兼近は少女売春あっせんで逮捕されていた」と過去の未成年時代の犯罪を報じる記事を掲載。これについて吉本興業は「当社所属タレント兼近大樹に関する一部報道について」というタイトルで声明文を発表。文春側に強く抗議した[注釈 7]。この件について、一部から芸能人になる前のことをほじくり返して報道することに対しての批判があったり、吉本が法的処置を検討すると発表したため、急きょ文春公式で報じたことに対して兼近側が取材に対して、「やっと話せる」「すべてをさらけ出してほしい」と説明されたので報じたとし「現在の兼近さんを否定するものではありません」 と声明文を発表した[162]。
- 2019年10月10日発売の10月17日号で、菅原一秀経済産業大臣が選挙区の住民に対しメロンやカニなどを贈っていた疑惑、編集部が2006年から2007年にかけての「贈答品リスト」や裏帳簿を入手したこと、菅原の暴力などにより公設秘書17人が退職したことなどが報じられた[163]。

同年10月23日、週刊文春電子版で、同月17日に選挙区内の斎場で行われた地元支援者の通夜で、菅原の公設秘書が香典を受付に手渡した様子の写真などが配信された。10月25日、菅原は大臣を辞任した。2021年6月3日には議員辞職した。
- 2019年10月30日、週刊文春電子版で、「もう一人の菅側近も『疑惑のデパート』法務大臣＜河井克行＞夫婦のウグイス嬢『違法買収』」と題した記事が配信される。法務大臣の河井克行が7月の第25回参議院議員通常選挙で初当選した妻の河井案里の選挙運動に関して、選挙スタッフに法定の上限額を超える報酬を渡していたとされる公職選挙法違反疑惑を報じ[166]、10月31日、河井克行は大臣を辞任した[167]。2021年2月3日、案里は議員辞職。同年4月1日、克行も議員辞職した。

### 2020年
- 2020年1月23日発売の1月30日号が、「杏と離婚危機　東出昌大「未成年不倫」」という見出しで東出昌大が、杏という妻がありながら唐田えりかと不倫していたことを報じた[168]。東出は出演していた4社とのCM契約が全て解除[169][170]、唐田はレギュラーとして出演していたTBS『病室で念仏を唱えないでください』について、第2話以降が降板となった[171]。
- 2020年3月18日発売の3月26日号が、学校法人森友学園への国有地売却と財務省の公文書改ざん問題で、自殺した財務省近畿財務局職員の赤木俊夫の手記全文を掲載。また、妻の赤木雅子が国と元同省理財局長の佐川宣寿を提訴する意向であることも報じられた。記事の執筆者は相澤冬樹[172]。グラビアを含め総計15ページにわたる特集記事が組まれ、同号は2年半ぶりに53万部を完売した[173][174]。3月18日、赤木雅子の弁護団も手記全文を公表した[175][176]。2022年7月25日、NPO法人「報道実務家フォーラム」とスマートニュースの子会社「スローニュース」は、第2回調査報道大賞の受賞作を発表。同号の当該記事は文字部門で優秀賞を受賞した[177][178]。
- 2020年3月26日発売の4月2日号が、森友学園問題の続報を掲載（執筆も相澤冬樹）。「検察が握りつぶした極秘ファイル」があるとし、赤木俊夫の一周忌（2019年）に近畿財務局の上司が雅子の自宅を訪れ、俊夫が決裁文書改竄の経緯を克明に記したファイルが財務省に存在すると明かしたことを報じた[179]。これ以後、俊夫が遺したファイルは「赤木ファイル」と一般に呼ばれるようになった[180]。
- 2020年5月20日、週刊文春電子版は、東京高検検事長の黒川弘務が同年5月1日に産経新聞社会部記者2人、朝日新聞の元検察担当記者1人と賭けマージャンをしていたと報じた[181]。黒川は法務省の調査に事実関係を認め、22日付で辞職した。文芸春秋は5月22日、5月21日発売の「週刊文春」が完売したと発表した[182]。
- 2020年5月28日発売の6月4日号が、立憲民主党所属の埼玉県議会議員の井上将勝の不倫問題を報じた。井上はこれを受けて5月28日、議員を辞職した[183]。
- 2020年6月11日発売の6月18日号が、「渡部建＜アンジャッシュ＞「テイクアウト不倫」」という見出しで渡部建の不倫スキャンダルを報じた[184]。渡部は記事発売の2日前にテレビ各局に対し、自身の番組出演を今後、自粛する意向を申し入れた[185]。
- 2020年7月29日、週刊文春電子版は、新型コロナウイルスの対応に当たっていた厚生労働副大臣の橋本岳と厚生労働大臣政務官の自見英子が不倫関係に陥り、連日夕刻に退庁後、デートを重ねていると報じた[186]。この報道を受けて、菅義偉官房長官は7月30日の記者会見で、加藤勝信厚労相が同日までに2人に注意をしたと述べた[187]。同年8月19日、小川淳也は衆議院厚労委員会で橋本と自見に事実関係の説明を求めたが、両人はともに答弁を拒否した[188]。

### 2021年
- 2021年1月26日、週刊文春電子版は、「公明党のホープ・遠山清彦前財務副大臣『深夜に銀座高級クラブ』で党から厳重注意」と題する記事を配信。衆議院議員の遠山清彦は1月8日から新型コロナウイルスによる緊急事態宣言が発令されている中、1月22日深夜まで、銀座の高級クラブで知人と会っていたことが明かされた[189]。遠山は2月1日付で議員辞職した[190]。
- 2021年2月3日、週刊文春電子版は、菅義偉首相の長男・菅正剛が総務省の幹部を違法接待していたと報じた[191]。総務省は、2021年2月24日幹部職員の懲戒処分を発表した[192]。2021年2月26日、東北新社は二宮清隆社長が辞任し、メディア事業部の統括部長を務めていた正剛を懲戒処分とし、人事部付としたことを発表した[193]。

- 2021年2月17日、週刊文春電子版は、自民党衆議院議員の白須賀貴樹が緊急事態宣言下の夜に麻布の高級ラウンジに同伴出勤していたと報じた[194]。同日、白須賀は自民党を離党し、次期総選挙に出馬しない意向を表明した[195]。
- 2021年3月、週刊文春電子版は東京オリンピックに関し様々なスクープを報じた。

- 2021年4月27日、週刊文春電子版は、山尾志桜里が同年4月に複数回「特殊乗車券」（いわゆる議員パス）を不正に用いて倉持麟太郎の自宅に向かったこと、倉持の前妻が2020年10月3日に自宅で自殺していた事実などを報じた[196][197]。報を受けて自民党関係者は「これで山尾の入党可能性もなくなった」と述べ[198]、山尾は6月17日、次期衆院選不出馬を表明した[199]。

### 2022年
- 2022年1月5日、週刊文春電子版は、前年12月18日に自殺した神田沙也加と交際相手の前山剛久が神田の死の直前に口論している音声データがあること、音声データの中で前山が「死ね」という言葉を繰り返し発し、神田が涙声で応じていることなどを報じた[200]。同日、前山の事務所は、前山が心身不調のため活動休止し、出演予定だった舞台『ピアフ』も降板すると発表した[201]。同年6月30日、本人の申し出により前山が同日付で事務所を退所することが事務所から発表された[202][203]。
- 2022年3月9日、週刊文春電子版は、榊英雄の監督作品に出演したりワークショップに参加したりした女優4人が性的行為を強要されたと訴えている、と報じた。4人は「榊が映画の出演をうかがわせて性的行為を強要して関係した」と記事中で証言した[204][205]。同日夜、榊が監督した『蜜月』の製作委員会は、2022年3月25日に公開予定だった同作品の公開をいったん中止とすると発表。今後の公開予定も全て未定とした[206]。3月31日、同じく榊が監督した『ハザードランプ』の製作委員会も公開中止を発表した[207]。それから約2年後の2024年2月20日、榊は、演技指導名目で女性にわいせつな行為をしたとして準強姦容疑で警視庁に逮捕された[208]。
- 2022年7月6日、週刊文春電子版は、第26回参議院議員選挙に長野県選挙区（改選数1）から自民党公認で立候補した松山三四六が20代女性（当時）と不倫し、女性が妊娠した際に、人工妊娠中絶同意書に偽名で署名していたと報じた。また同日、デイリー新潮は松山の別の事件を取り上げ、松山が工事代金を踏み倒し、裁判で敗訴したと報じた[209]。週刊文春電子版の報道によれば、松山は2012年8月に女性を当時定宿にしていたホテルに誘い出し、避妊具なしで性交。女性が妊娠を打ち明け、「産みたい気持ちもある」と伝えると、松山は「（中絶にかかる）お金を渡すので、領収書とお釣りも持ってきて」と答えた。医師や看護師に身元が露見することを恐れた松山は同年10月24日、偽名と偽の住所で人工妊娠中絶同意書に署名捺印した。記事中、松山は編集部の取材に対し、女性との経緯は事実であると認めた[210]。二誌の報道の影響で、7月8日に長野駅前で予定されていた安倍晋三の応援演説[211]は取り止めとなり、奈良市に変更され、安倍は遊説先の大和西大寺駅前で殺害された（安倍晋三銃撃事件）[212][213]。情勢調査では各社、松山と立憲民主党現職の杉尾秀哉について「横一線」と報じていたが、10日に実施された選挙で松山は杉尾に敗れた[214]。
- 2022年7月7日発売の7月14日号は、森友学園がかつて設立を目指した「瑞穂の國記念小學院」が、安倍昭恵のために2つの「名誉校長室」を作っていたと報じた。大阪地検特捜部が2017年に学園の捜索で押収した名誉校長室の4枚の設計図の全容、昭恵が名誉校長を引き受けた日に森友学園で行った講演について保護者に知らせる文書、安倍が文末に直筆で「安倍晋三」と書いた安倍から森友学園宛ての手紙なども掲載された[215]。発売翌日となる7月8日、安倍晋三は大和西大寺駅で銃撃され、死亡した。
- 2022年9月6日、週刊文春電子版は、公明党参議院議員の熊野正士が創価学会の2世信者の50代独身の女性にわいせつ行為を行い、卑猥なLINEを送り続けたと報じた[216][217]。この一件は同日、デイリー新潮でも報じられ、熊野が自身と女性のそれぞれの性器を細かく描写したLINEの投稿の画像が両ウェブサイトに掲載された[216][217]。同年9月30日、熊野は参議院議員を辞職した[218]。
- 2022年10月5日、週刊文春電子版は、総務大臣の寺田稔の政治団体「自由民主党広島県第五選挙区支部」と「寺田稔呉後援会」にまつわる身内への資金の還流と、源泉徴収の関連書類の未提出による脱税の疑惑を報じた[219]。その後も週刊文春は情報公開請求で入手した領収書の公開や、選挙運動費用収支報告書の虚偽記載など、立て続けにスクープを報道[220][221]。追い込まれた寺田は同年11月20日、岸田文雄首相に大臣の辞表を提出し、受理された[222]。

### 2023年
- 2023年2月8日、週刊文春電子版は、「〈ポルシェ・マカンでデート〉TBS宇内梨沙アナとエリート外資系銀行マンの“半同棲”」と題する記事を配信した[223]。翌9日、宇内は『アフター6ジャンクション』（TBSラジオ）の生放送に出演した際、「正直怖い思いもしましたし、事実じゃないこともある。ただ、幸せなのは事実です」と交際については事実であることを認めた[224]が、週刊文春の取材手法や報道内容について苦言を呈した。また、同番組のパーソナリティ・宇多丸も「一般論として、犯罪性も公共性もないような件を勝手に望まぬ形で盗み撮りして記事にしているのがどういう理屈なのか、端的に言って暴力だと思う。感傷として残っているだけで、普通に許されない」という旨の発言で、宇内を擁護する形で今回の報道を批判した。同月12日、宇内が進行を担当する『アッコにおまかせ!』（TBSテレビ）の生放送で、宇内は「今回の報道で熱愛写真が出た際、交際相手は『とても怖がっていた』と語っている」と述べ、掲載された写真については、「撮られた日（記事によれば、1月29日の同番組生放送終了後）の帰りに気づいた」と語り、「そこからしばらく付けられたりとかもあって、怖い思いもしたので、すごく気をつけていた」と、尾行があったことを明かした[225]。なお宇内はその後、2024年1月14日の『アッコにおまかせ!』で「2023年のクリスマス（12月25日）に結婚した」と生放送のエンディングで発表[226][227]。その一方で、宇内は2025年3月12日にTBSテレビを退職し、退職後初のメディア出演として、経済動画メディア『ReHacQ』の公式YouTubeの動画にゲスト出演。その際、「一番最初に退社を考えたのが週刊誌に報道された時」と切り出し、「毎朝夫の家の前に車が止まっていた」「（夫に対して）不安を与えさせてしまったことが、『私が求めている人生と違う』というのもあった。その時に1度、仕事を辞めようかなと思ったりもした」と当時を回想した[228][229]。この件については、SNS上でも報道当初に文春に対する批判も含めた意見が飛び交っていたが、『ReHacQ』に出演した際の内容がネットニュースで拡散されたことで再燃する形となっている。
- 2023年3月23日、週刊文春電子版は、江東区長の山﨑孝明とその長男で都議会議員の山﨑一輝が、「日本一予約が取りにくい」とされる都立ゴルフ場「若洲ゴルフリンクス」（江東区若洲）をめぐり、「別枠」で頻繁に特別優先利用している「私物化」の疑惑があると報じた[230]。山﨑孝明は5選出馬を表明していたが、報道から4日後の3月27日、病院に救急搬送され入院。立候補を取りやめると一輝に明かした[231][232]。孝明は4月12日に膀胱がんのため死去。4月23日執行の江東区長選挙には一輝が後継として自民党の推薦を受けて立候補するも、元衆議院議員の木村弥生に敗れた[233]。
- 2023年5月18日、週刊文春電子版は、岐阜県岐南町長の小島英雄が複数の女性職員に対しセクハラを繰り返している疑いがあること、そのため町が事実関係を調査する「危機管理対策本部」を立ち上げたことなどを報じた。6人の女性職員はそれぞれ文春の取材に応じ、「お尻を触られた。手もよく触られる」「白いズボンをはいてきた日、後ろを向いてかがんでみろと指示され、『下着のラインが見える』と言われた」「薄目の色のスカートをはいてきた日、『下着の上に何かはいているのか。まくって見せろ』と言われた」「胸元の少し開いた服をきてきた日、『かがんでみろもっと』と言われた。町長は上からのぞきこんでいるように見えた」と証言した[234]。同日、小島は会見を開き、「嫌なら嫌とはっきり言ってもらえばよかった」と述べた[235]。6月22日、小島に対する辞職勧告決議案が岐南町議会に提出され、議長を除く9人中7人の賛成多数で可決されたが、小島は無視した[236]。
2024年2月29日、第三者委員会による99のセクハラ認定を受け、小島は3月5日付での辞職を申し出る辞職届を町議会議長に提出し[237]、町議会は同意した。
- 2023年10月25日、週刊文春電子版は、参議院議員の山田太郎が数年前から20代女性と不倫関係にあること、臨時国会開幕前日の10月19日夜に女性と都内のラブホテルで行為に及んだこと、性行為の対価として現金を支払った疑いがあることなどを報じた。同日、山田は文部科学大臣政務官兼復興大臣政務官の辞職願を盛山正仁文科相に提出した[238][239]。
- 2023年11月8日、週刊文春電子版は、神田憲次財務副大臣の個人会社「有限会社エヌケイソリューション」が地方税の滞納を繰り返し、所有する5階建ビルと土地が2013年10月16日から現在までの間に4回差押を受けていたことを報じた。あわせて、税理士資格を持っているのにもかかわらず、日本税理士会連合会の会則が定める研修を受講していないことも報じられた。神田は取材に応じ、事実関係を認めたが[240]、9日の会見で副大臣辞任を否定し[241]、周囲にも「辞めるつもりはない」と語った[242]。12日夜、文春オンラインは二の矢を継ぎ、神田の11月10日の国会説明には虚偽答弁の疑いがあると報じた[242]。13日朝、文春オンラインは第三弾として、神田に政治倫理の確立のための国会議員の資産等の公開等に関する法律（資産公開法）違反の疑いがあると報じた[243]。同日、神田は財務副大臣を辞任した[244]。
- 2023年12月26日、週刊文春電子版は、松本人志が後輩芸人の小沢一敬に女性を集めさせ、ホテルで開いた飲み会で「俺の子どもを産めや」などと性行為を迫ったことを報じた。女性を含む複数の関係者が事実関係を認めたこともあわせて報じられた[245]。翌27日、吉本興業は公式サイトで「当該事実は一切なく、本件記事は本件タレントの名誉を棄損するもので、今後、法的措置を検討する予定である」と述べた[246]。2024年1月8日、松本は「裁判に注力したい」との理由により、芸能活動を当面の間、休止すると発表した[247]。当該記事が掲載された2024年1月4日・11日新年特大号は完売した（発行部数：45万1000部）[248]。文春は文春から吉本に送った質問状の回答猶予が27時間であることについては、「大半が「イエス」かノー」で答えられるものばかりで、明らかな間違いであれば、すぐに否定できたものばかりだ」「吉本興業に取材を申し込んだのはこの一回だけではない。」と主張し、松本本人にも締め切りの4日前に直接取材を試みたとしたが、「吉本興業は電話で「"期日までに回答がなかった"というのが回答です」と答えるばかり。」[249]。そして記事が出た当日ホームページで＜当該事実は一切なく、(略)名誉を毀損するもの＞と発表したとしている[249]。

### 2024年
- 2024年1月9日、週刊文春電子版は松本人志関連の第2報を配信。「SEX上納システム」と見出しに掲げ、女性斡旋芸人としてパンクブーブーの黒瀬純、クロスバー直撃の渡邊センス、たむらけんじの名を挙げた[250]。同日、大阪府知事の吉村洋文は報道陣の取材に応じ、松本について、2025年大阪・関西万博のアンバサダーとしての活動は当面休止になるとの見方を示した[251]。「法的措置を検討する予定である」と述べていた吉本興業は1月10日に方針を一転し、朝日新聞の取材に「裁判になった場合、松本が個人で提訴する形になるだろう。吉本は会社としてサポートするが、側面支援という形だ」と答えた[252]。
- 2024年1月17日、週刊文春電子版は松本人志関連の第3報を配信。松本の女性のタイプや好みの職業、NG項目などが記された「女性セレクト指示書」とホテルの室内写真を編集部が入手したこと、6、7人目となる参加女性の告発があったことなどを報じた[253]。吉本興業は同日、東京新聞の取材に応じ、「（松本が）強制的に性行為をしたとは思っていない」と述べた。パーティーの開催については否定しなかった[254]。1月22日、松本は株式会社文藝春秋などに対し、名誉毀損による損害賠償と謝罪広告の掲載などを求め、東京地裁に提訴した。請求額は約5億5000万円[255]。
- 2024年3月21日号で、「松本人志VS告発女性　すべての疑問に答える」と題した特集を行った。文春は「書き得批判に答える」との項目で「小誌が何より重視するのは読者からの信頼である。仮に、裁判で記事がデタラメだと認定されてしまえば、これまで築き上げてきた信頼が一気に崩れ落ちる。」「松本問題に関しても、延べ10人の記者が取材班に加わり、東京、埼玉、千葉、神奈川といった首都圏を始め、北海道から静岡、愛知、滋賀、大阪、兵庫、福岡、鹿児島、沖縄まで、文字通り全国各地を飛び回って取材を重ねている」更に被害女性が松本から被害を受けた「グランドハイアット東京」のゲストルーム「グランドエグゼクティブスイートキング」で"実況見分"も行っているとし、「この部屋の宿泊費は一泊約30万円。各地方への交通費、宿泊費だけでも、かなりの金額がかかっている。」「本当の"書き得"は誰なのか。何の取材もせず、小誌の記事を解説するだけで再生数を稼ぐYoutuberや、記事を引用してPV稼ぎのコタツ記事を量産するメディアにこそ、是非とも考えてもらいたい。」と結んだ[249]。
- 2024年4月24日、週刊文春電子版は衆議院議員の宮澤博行に関わる女性問題を報じた。緊急事態宣言発令下の2021年2月から当時28歳の女性と台東区のマンションで同棲をしていたこと、出会い系サイトで処女を探していたこと、デリヘル嬢が連夜宮澤の自宅を訪ねていたことなどを写真とともに書き記した[256][257]。事前に編集部から取材を受けていた宮澤は配信前日の23日に議員辞職願を額賀福志郎議長宛てに提出した。4月25日、衆議院は本会議を開き、宮澤の辞職を許可した[258]。
- 2024年8月7日配信の『週刊文春 電子版』において、中丸雄一（KAT-TUN）が女子大生とのホテルでの密会が報道された[259]。報道を受け、芸能活動を謹慎することが同日に事務所より発表された[260]。なお、文春は不倫ではなく密会としており、相手の女子大生も「何もしていない。相談事をして、すぐに部屋を出ました」と肉体関係は否定している[261]。2025年1月3日に活動開始が発表された。
- 2024年12月25日、週刊文春電子版は、同年12月19日発売の『女性セブン』がスクープした中居正広の女性との性的トラブル[262][263]について取り上げ、中居が9000万円の解決金を支払ったとされる女性への取材記事を配信した[264][265]。
- 同日、週刊文春電子版は、源田壮亮（埼玉西武ライオンズ）の不倫疑惑を報じ、源田は約一年にわたり20代後半の女性と不倫を行っていた事を告白した[266]。

### 2025年
- 2025年1月7日、週刊文春電子版は中居正広関連の第2報を配信。フジテレビの幹部が女性の被害の訴えを握りつぶしていたと書き記した[267]。フジテレビの関与が明るみに出たことで、中居の出演していたレギュラー番組は全て終了し、同社へのCM出稿を差し止めた企業の数は1月20日までに75社にのぼった[268]。同月23日、中居は同日付で芸能活動を引退すると発表した[269]。同月27日、フジテレビは、港浩一社長と嘉納修治会長が同日付で辞任すると発表した[270]。
- 2025年1月28日、週刊文春電子版は前述の中居正広関連の第1報を配信した際に女性が誘われたのはフジテレビの編成幹部ではなく、中居であったとして、記事を訂正すると共に謝罪した[271]。訂正の経緯として、既に同月6日の段階で文春側が記事の相違について把握しており、その後の続報記事も「被害者女性を中居が誘った」とする論調に切り替えていたが、この問題で取材を受けていた元大阪府知事・弁護士の橋下徹から（第1弾と第2弾の記事内容の違いについて）「しれっと誤りを直すのは不誠実」と指摘を受け、フジテレビが記者会見を行った同月27日発信の橋下の記事に付随する形で訂正文を挿入した。その後、記者会見翌日の28日にホームページにも謝罪文を掲載した。この文春の編集対応に対し、27日のフジテレビ記者会見において質問者が文春記事をソースに質疑を行ったケースも多く、出席したフジテレビ幹部の回答と齟齬が生じたことで会見が紛糾し、約10時間半の長時間の会見に至る要因ともなった事から、一部の識者やSNSから文春の編集姿勢が厳しく糾弾されている。

- 2025年4月16日、週刊文春電子版は静岡県内の病院内で広末涼子が傷害罪で現行犯逮捕されたこと、逮捕前の不可解な行動の証言を報道。
- 2025年5月14日、週刊文春電子版は、立憲民主党参議院議員の水野素子の秘書11人が、水野の初当選から2年10か月の間に事務所を退職していると報じた。文春は見出しに「宇宙かあさんパワハラ常習犯」と掲げた[272]。5月16日、水野は同年夏の参院選不出馬の意向を固め、周辺に伝えた[273]。

### 皇室関連記事への批判
- 1993年9月23日号「美智子皇后のご希望で、昭和天皇が愛した皇居自然林が丸坊主」、1993年9月30日号「宮内庁VS防衛庁に発展か　天皇、皇后両陛下は『自衛官の制服』がお嫌い」と題して、当記事について1993年9月末に宮内庁から抗議され、当時編集長だった花田紀凱は「小誌の記事が美智子皇后バッシングといわれるのは本意ではありません。強いていうならば、宮内庁批判のつもりです。」とコメントを出した[274]。
- 2008年1月31日号で、「雅子さまと小和田夫妻『元日おせち事件』」と題して、「陛下が皇太子の頃、正田夫妻が東宮御所へ食事に招かれたことは一度もなかった」との文章を掲載。明仁上皇が皇太子時代に、皇太子妃の両親である正田英三郎夫妻を東宮御所へ食事に招いたことは一度も無かったとした。これに対し宮内庁は、「昭和天皇の時代、正田様ご夫妻が、お正月に東宮御所で当時の皇太子同妃両殿下とお食事を共にされるということはありませんでしたが、両殿下それぞれのお誕生日に際しては、お招きにより東宮御所にあがられ、殿下方とお食事を共になさいました。」として、文春に対し記事内容に誤謬があることを指摘した[275]。
- 2014年7月10日号で「愛子さま衝撃のお言葉『先生大嫌い。私の言うこときかないから』」と題して、愛子内親王が学習院初等科の教師に対して「初等科の先生大嫌い」「私の言うこときかないから」と発言したとする内容の記事を掲載。これに対し宮内庁東宮職は、記事内容は事実無根であるとして、文春編集部へ抗議。記事内容の訂正を要望した。宮内庁は、学習院初等科からも当該記事に掲載された発言は事実無根であるとの報告を受けたとしている[276]。

### 慰安婦関連記事
- 2014年4月10日号で、1990年代初頭、韓国で慰安婦に対する聞き取り調査を担当した安秉直へのインタビュー記事を掲載。記事によれば、安は元慰安婦証言の信憑性について「全然ダメ」などと述べ、取材・執筆を行った大高未貴は、安が「実質的な“調査失敗”を認めた」と結論付けた[277]。これに対し安は、『週刊金曜日』（同年9月12日号）で、「証言の聞き取りは相手の恥ずかしい部分を聞き出すことで、大変だし時間もかかる。そうした面での調査の苦労話や問題点を語っただけで、『実質的な“調査失敗”』を認めただなんてまったくの捏造です」として、文春の記事内容を否定し、大高と文春を詐欺および名誉毀損で司法当局に告訴することも検討していると述べた[278]。文春は、インタビュー動画の一部を「週刊文春デジタル」で公開するとしている[277]。
- 2014年9月4日号（同年8月27・28日発売）で、「朝日新聞『売国のDNA』」と題して、朝日新聞が一部記事の誤りを認めた慰安婦報道についての特集記事を掲載。朝日新聞社広報部は、「当該の広告は論評の範囲を著しく逸脱し、本社の社会的評価を低下させるものであり、本社の広告掲載基準に基づいて掲載に応じられないと判断しました[279]」として、朝日新聞への新聞広告掲載を拒否した[279][280]。発行元の文藝春秋は「当該記事だけでなく、全体の広告まで掲載しないのは、朝日新聞読者の知る機会を奪うことになる[280]」と非難し、朝日新聞社に対する抗議声明を出した[281]。

### 読売新聞との確執
2004年に鈴木が編集長に就任して以来、読売新聞および読売新聞グループ本社会長・渡邉恒雄を徹底的に批判しているが、読売から損害賠償請求や謝罪広告を求める訴訟を起こされ、その多くで敗訴している。
- 2004年8月26日号の巻頭グラビアに「ワンマンの末路」と題して、自宅マンションでガウン姿の渡辺の写真を掲載。
  - 2005年10月27日、東京地裁（貝阿弥裁判長）は「自宅でガウンを着ている姿は社会的緊張から解放された無防備な状態で純粋な私的領域。公共の利害に関する事項と言えず、プライバシー侵害に当たる」として文藝春秋側に200万円の支払いを命じた。
- 2004年9月9日号で、「『ナベツネを斬ったのは俺だ!』と豪語する読売新聞最高幹部」を掲載。内容は読売社長・内山斉が渡辺に巨人軍オーナー職を辞任させたとする。
  - 2004年9月24日、読売と内山が、東京地裁に「事実無根の記事」として文藝春秋と編集長に計6000万円の損害賠償と謝罪広告を求める訴訟を起こす。
  - 2006年3月20日、東京地裁（金井康雄裁判長）は、「記事は事実と言えず、裏付けるための取材も行っていない」として、文春側に計300万円の支払いを命じた。
- 2004年10月7日号で、『仙台ウォーズ ナベツネ帝国の逆襲 楽天三木谷に「ライブドア潰し」を哀願した巨人軍桃井球団社長』を掲載。桃井恒和らが楽天本社を訪れ、「新球団に名乗りを上げてくれ」と社長・三木谷浩史に依頼したとする。読売新聞では巨人関連の人名が墨塗りされ『楽天三木谷に「ライブドア潰し」を哀願』の部分だけが現れる形で広告が掲載された。
  - 2004年10月7日、巨人、文春と文藝春秋を相手取り、全国紙への謝罪広告の掲載と3000万円の損害賠償を求める訴訟を起こす。社長の桃井や球団幹部は三木谷と面会したことも参入を依頼した事実もないと反論。
  - 2006年1月27日、東京地裁（富田善範裁判長）は、「記事を裏付ける証拠はなく、裏付け取材が行われた形跡もない」として文藝春秋側に300万円の支払いを命じた。
- 2004年10月14日号に、「読売が『高橋由伸父借金11億円』肩代わりの決定的証拠公開」との見出しの記事を掲載。株式会社よみうりが、逆指名の見返りに高橋の父親の債務の肩代わりをしたと報じたが、読売は「入団の密約はない」と抗議文を送る。
- 2004年11月18・25日号で、「ナベツネ『新聞社主筆の10億円不動産』の謎」という見出しの記事を掲載。渡辺が不正蓄財をしていると公表。
  - 2006年10月30日、東京地裁（綿引穣裁判長）は、「不正な蓄財をしていたとうかがわせる資料は一切見当たらない」「記事は真実と信じる相当な理由がなく、許される推論の域も逸脱し、違法」と述べ、謝罪広告の掲載と慰謝料200万円の支払いを命じた。文春は控訴。
  - 2007年7月4日、控訴審判決。東京高裁（大坪丘裁判長）は「推計の数値に誤りがあり、真実とは認められない」とし、一審判決を支持、控訴を棄却。
- 読売新聞が紙面で逆襲。2005年9月21日から24日まで、4回シリーズの批判キャンペーン「週刊誌はどこへ」を展開。週刊文春はこれに対し、10月6日号で「読売新聞『週刊誌批判キャンペーン』を嗤う ナベツネ会長は小誌がお嫌い?」を掲載し、読売の記事に対して反論した。
- 2012年6月28日号で、「巨人原監督が元暴力団員に1億円払っていた！」を掲載。読売巨人軍は、当該号の発売前日である6月20日に記者会見を開き、事実と異なる部分があるとして、名誉棄損で損害賠償請求訴訟を起こす考えを示したが、原は「私の不徳の致すところ」と謝罪した[282]。12月、読売巨人軍球団本部が、3000万円の損害賠償と謝罪広告掲載を請求する訴訟を提起したが、棄却された。
  - 2015年7月15日、東京地裁（倉地真寿美裁判長）は、読売巨人軍の請求を却下。巨人側の主張である“反社会的勢力とは警察が認定したという意味で当方の認識は違う”に対し「恐喝をした者を、一般的な意味で反社会的勢力と考えるのは妥当だ」「文春が取材を通じて、巨人軍も同じ認識だと信じたのは相当の理由がある」[283]。読売巨人軍は判決を不服として控訴。
  - 2015年12月16日、東京高裁も地裁判決を支持し、読売巨人軍の控訴を棄却[284]。読売巨人軍の広報は「事実誤認の甚だしい不当判決だ」と述べた。
  - 2016年6月29日、最高裁は巨人の上告を棄却。巨人広報は「事実誤認の甚だしい不当な判決が確定したのは極めて遺憾」、文藝春秋は「記事の正当性を認めた当然の決定」[285]。

### 旧ジャニーズ事務所との対立
- 週刊文春は1999年から2000年代にかけて、ジャニーズ事務所の創業社長であるジャニー喜多川の性加害問題を報道した。ニューヨーク・タイムズやオブザーバーなどの国外メディアも後追いし、国会でも取り上げられるなど内外に波紋を広げた。これらの疑惑は以前から『噂の眞相』などの一部メディアで取り上げられ、またフォーリーブスの初期メンバーだった北公次による暴露本が著されるなどしていたが大手メディアとしては初めてこの問題を取り上げた。
  - 2002年3月27日、東京地裁は、ジャニーズ事務所とジャニー喜多川が1億2000万円の損害賠償と謝罪広告を求めた訴訟の判決で、「高度の信用性を認めがたい。証人の証言はたやすく信用できない点を残している」として、文春に880万円の支払いを命じた。2003年7月15日の二審判決で東京高裁は性的虐待に関する記事の信用性を認め、損害賠償額を120万円に減額する判決を下し[286]、2004年2月24日の上告審判決で最高裁はこれを支持した。
- 2008年、グループの冠番組でアメリカのバンドがゲストに出てきた際、そのコーナーがゲストが当グループのメンバーと一緒に歌うコーナーだったため、ゲストのバンドのメンバーがグループの歌の下手さに激怒し、彼らをピアノの前に呼び出し、ボイストレーニングを行った趣旨の記事を掲載した[287]。
- 2009年、草彅剛の公然わいせつを、大文字で「稲垣吾郎よりも短い謹慎期間」と見出しをつけ大々的に掲載。「擁護してるテレビ局が一番大騒ぎしている」などと批判した。
- 2015年1月29日号で、副社長・メリー喜多川にインタビューを敢行[288]。メリーがSMAPのマネージャーである飯島三智をその場に呼び出して面罵した部分も収録したこの取材は飯島の退社、さらにはSMAPの解散への遠因ともなった。同インタビューは編集者が選ぶ雑誌ジャーナリズム賞の第22回大賞を受賞している。

### AKB48グループに関する捏造記事
2010年2月18日号で、AKB48の一部メンバーとマネジメント会社社長との間に不適切な関係があったなどと報じた。AKS（現・Vernalossom）から事実無根で名誉を傷つけられ、グループの活動にも深刻な影響を及ぼしたとして約1億6800万円の賠償、謝罪広告の掲載などを求める訴訟を東京地裁に起こされ、2013年9月、165万円の賠償命令を受けた。判決理由として相沢哲裁判長は、「問題になった部分のほとんどは真実ではなく、真実と信じる理由もない」とした。文藝春秋側は控訴したが、控訴審となった2013年12月の東京高等裁判所の判決でも一審判決を支持し、文藝春秋側の控訴を棄却。二審でも賠償命令を受けた。

### 坂道シリーズ
坂道シリーズとも対立関係にある。
- 2014年10月16日号(10月8日発売)では、乃木坂46の松村沙友理が『週刊ヤングジャンプ』の既婚30代編集者と路上でキスを交わしている写真を掲載[292]。また10月23日号（10月16日）では、大和里菜（当時19歳10か月）の飲酒記事を掲載。当初乃木坂46運営側は処分を行っていなかったこともあり、内定していたとみられる第65回NHK紅白歌合戦に落選[293]。急遽HKT48が出場決定した。その後12月15日付けで大和は専属契約が終了[294]。松村はその後も在籍しているが、不倫での出場見送りは行なわれていないため、第66回NHK紅白歌合戦には初出場[295]。
- 2018年5月3日、10日合併号（4月28日発売）では、欅坂46の志田愛佳が体調不良でコンサートを欠席していたのにも関わらず、出身地である新潟県に帰郷し、現地の一般男性宅での外泊デートをしていたことを掲載。翌週志田は体調不良の悪化を理由に、芸能活動を無期限休止とすることを発表。約半年後の同年11月16日に復帰することなくグループを離れることになった[296][注釈 8]。
- 2021年9月、乃木坂46の星野みなみと実業家男性の熱愛を報道。星野はこの時「体調不良」でラジオ番組も欠席、休養中のはずだった[298]。星野は後に卒コンも開催せず脱退・引退。

その後も、欅坂46に所属する複数メンバーのスキャンダル記事を、文春オンラインを通じて断続的に掲載し、報じられたメンバーが相次いでグループを離れることになり、（センターを務めた平手友梨奈が脱退した影響なども含め）最終的に2020年10月のグループ改名にまで追い込まれている。

### 東京オリンピックに関する記事と組織委員会からの圧力
2021年3月17日、文春オンラインは、五輪開閉会式の全体の統括役を務めるクリエーティブディレクターの佐々木宏が、式典に出演予定だった渡辺直美の容姿を侮辱するような内容の演出をグループLINEで提案していたと報じた。これを受け佐々木は3月18日未明、東京五輪組織委員会を通じて謝罪文を公表した。同日、橋本聖子・組織委員会会長は佐々木の辞任を発表した
同年3月31日、文春オンラインは、「『AKIRA』主人公のバイクが… 渡辺直美も絶賛した『MIKIKOチーム開会式案』の全貌」と題する記事を配信。電通の五十嵐博代表取締役が東京五輪開会式の執行責任者だった振付演出家のMIKIKOを解任し、後任に佐々木を充てた経緯を報じた。4月1日、週刊文春4月8日号が発売。同号にMIKIKO解任関連の記事と、「白鵬、海老蔵、後援者……森・菅・小池の五輪開会式“口利きリスト”」と題する記事がともに掲載される。
同年4月1日、五輪組織委員会は記事を「極めて遺憾だ」とし、橋本の名で、「週刊文春4月8日号の回収と、販売の中止」「文春オンラインの記事の削除」「文春側が入手した開会式プレゼン資料の廃棄と、内容の非公開」を週刊文春に要求した。
同年4月2日、週刊文春編集部は、文春オンラインを通じただちに反論。以下の声明を発表した。

## 週刊新潮の中吊り広告を事前入手していた問題
2017年5月18日発売の『週刊新潮』において、週刊文春が出版取次業者「トーハン」を通じて事前に中吊り広告を入手、スクープ予定の記事内容を事前に把握していたとする記事が、週刊新潮に掲載された。新潮側はこれを「スクープ記事を週刊文春に潰された」と批判した。
週刊新潮の記事に対して、週刊文春は違法性はないとし、情報の入手が実際に行われていたかに関しては明言しなかったが、記事内に文春記者がコンビニエンスストアで、新潮の中吊り広告をコピーしている写真が掲載されたのに加え、トーハンは「記事を貸し渡した事実」について認め、謝罪していた。
結果、2017年9月7日に文藝春秋の松井清人社長が週刊新潮の記事内容を認め、一転して、新潮社に謝罪した。

## 部数推移
| 調査期間   | 紙        | デジタル |
| ---------- | --------- | -------- |
| 2011年下期 | 433,423部 |          |
| 2012年上期 | 465,983部 |          |
| 2012年下期 | 480,846部 |          |
| 2013年上期 | 450,478部 |          |
| 2013年下期 | 468,910部 |          |
| 2014年上期 | 450,383部 |          |
| 2014年下期 | 437,892部 | -        |
| 2015年下期 | 380,041部 | -        |
| 2017年上期 | 372,408部 | -        |
| 2017年下期 | 363,159部 | -        |
| 2019年上期 | 287,241部 | 365      |
| 2020年下期 | 269,894部 | 891      |
| 2021年上期 | 256,836部 | 831      |
| 2021年下期 | 252,453部 | 779      |
| 2022年下期 | 228,728部 | 600      |
| 2023年上期 | 208,418部 | 612      |
| 2023年下期 | 208,016部 | 963      |
| 2024年上期 | 190,676部 | 1,027    |

## 文春きいちご賞
毎年の最低映画を選定するゴールデンラズベリー賞の日本版として2005年に創設された。

## 現在の連載コラム・小説・漫画
- 「原色美女図鑑」（グラビア）
- 伊集院静「悩むが花」
- 鷲田康「野球の言葉学」
- 池上彰「池上彰のそこからですか!?」
- 杉本昌隆「師匠はつらいよ」
- 福岡伸一「福岡ハカセのパンタレイパングロス」
- 林真理子「夜ふけのなわとび」
- 「阿川佐和子のこの人に会いたい」
  - 対談回数は1000回以上、インタビュー時間が一番長かったのは黒柳徹子の4時間、一番短かったのが松本人志の30分（1995年）、一番もりあがらなかったのは山田花子[310]。阿川が希望する対談相手が来ることは少なく、阿川曰く「私が希望する方ばっかり呼ぶとゲストの幅が狭くなる」と述べている[311]。最多登場は野村克也の4回[312]。
- 草笛光子「きれいに生きましょうね」
- 宮藤官九郎「いまなんつった？」
- みうらじゅん「人生エロエロ」
- 東海林さだお「タンマ君」
- 町山智浩「言霊USA」
- 益田ミリ「沢村さん家のこんな毎日」
- 柳家喬太郎「川柳のらりくらり」（川柳投稿コーナー）
- 蔵西作画、司馬遼太郎原作「ペルシャの幻術師」
- パーソナルスタイリスト 霜鳥まき子の「似合う服だけ着ていたい」
- 恩田陸「なんとかしなくちゃ。」
- 土屋賢二「ツチヤの口車」
- 「見もの聞きもの」
  - 青木るえか・亀和田武「テレビ健康診断」
  - 春日太一「木曜邦画劇場」
  - 北村匡平「傑作発見！」
  - 秋田麻早子「文春美術館 名画レントゲン」
  - 能町みね子「言葉尻とらえ隊」
- 平松洋子「この味」
- 三木谷浩史「未来」
- 中村計「笑い神 M-1、その純情と狂気」
- 細江純子「新・家の履歴書」
- 池井戸潤「俺たちの箱根駅伝」
- 「文春図書館」
  - 「今週の必読」
  - 「著者は語る」
  - 「ミステリーレビュー」
  - 「ベストセラー解剖」
  - 「文春図書館推薦」
- 「新聞不信」
- 「斬り捨て御免！食味探検隊」
- 「新・家の履歴書」
- 「頂上ワイド」
- 「食堂見聞録」
- 「おいしい！私の取り寄せ便」

## 過去の連載小説・漫画
- 松本清張『不安な演奏』『別冊黒い画集』『西海道談綺』『十万分の一の偶然』『彩り河』『神々の乱心』
- 司馬遼太郎『豚と薔薇』『燃えよ剣』『十一番目の志士』『大盗禅師』
- 山崎豊子『女系家族』
- 山田風太郎『銀河忍法帖』
- 赤川次郎『上役のいない月曜日』
- 林真理子『不機嫌な果実』
- 東野圭吾『真夏の方程式』
- 月村了衛『コルトM1847羽衣』
- 黒川博行『泥濘』
- 村山由佳『ミルク・アンド・ハニー』
- 蔵西『ペルシャの幻術師』
- 赤塚不二夫『ギャグゲリラ』
- 手塚治虫『アドルフに告ぐ』

## 関係者

### 編集長経験者
- 田中健五
- 花田紀凱
- 新谷学（2012年4月 - 2018年7月、現編集局長）
- 加藤晃彦（2018年8月 - 2023年7月）[313]
- 竹田聖（2023年7月 - ）